# Grande ritirata
La Grande ritirata è il nome dato alla lenta ritirata alleata che portò il fronte sino alla Marna agli inizi della prima guerra mondiale; ebbe avvio con la vittoria tedesca alla battaglia di Mons del 23 agosto 1914, e si concluse il 12 settembre con la fine della Prima battaglia della Marna.

## Le Cateau
Gli Alleati, premuti da vicino dai tedeschi, che mettevano in pratica il Piano Schlieffen, lasciarono Mons, quindi Maubeuge (che cadde in mano dei tedeschi solo il 7 settembre dopo un assedio), per attestarsi a Le Cateau.

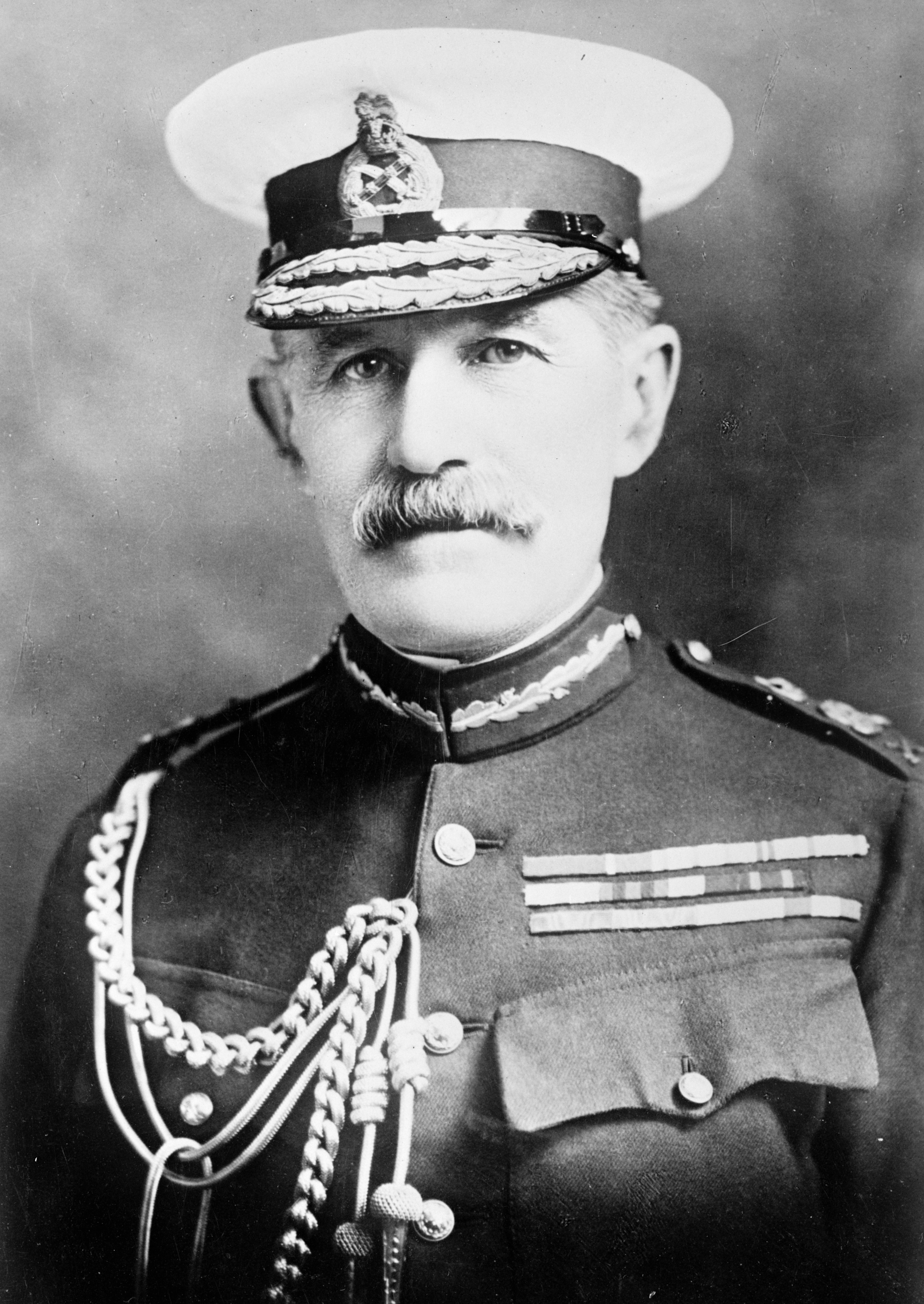
Il comandante Horace Smith-Dorrien

Il 25 agosto il comandante Horace Smith-Dorrien ordinò al II Corpo d'armata britannico di interrompere la ritirata e combattere; le condizioni di affaticamento delle sue truppe lo convinsero che sia psicologicamente che tatticamente era indicato un combattimento statico.

Fortunatamente per Smith-Dorrien solo tre divisioni della 1ª Armata tedesca erano pronte al combattimento, e lo stesso comandante, Alexander von Kluck, troppo distante per intervenire.
Gli Alleati stabilirono una linea difensiva attorno alla città e si prepararono per l'inevitabile attacco. La mattina del 26 agosto i tedeschi lanciarono un pesante assalto alle posizioni britanniche, che ben presto iniziarono a cedere sul fianco sinistro. Le linee alleate furono tenute insieme solo dall'arrivo della cavalleria francese.
Il comandante in capo della BEF John French, che aveva espressamente ordinato il pomeriggio del 25 agosto di continuare la ritirata, nonostante il relativo successo dell'azione censurò la decisione del suo subordinato. Sorse una controversia tra i due che portò alla rimozione dal comando di Smith-Dorrien col pretesto di motivi di salute.
La notte la ritirata proseguì su San Quintino. Dei 40000 uomini che gli Alleati schierarono a Le Cateau, 7812 rimasero feriti, uccisi o prigionieri. Diversi reggimenti britannici scomparvero del tutto dai ruoli, e furono perduti 38 pezzi di artiglieria.

Sebbene alcuni dei caduti abbiano una tomba conosciuta, tutti sono commemorati al Monumento ai caduti di La Ferté-sous-Jouarre.

## Saint-Quentin
Con una ritirata in atto su tutto il fronte, il comandante in capo delle forze francesi, Joseph Joffre, decise di trattenere i tedeschi lanciando un contrattacco, da affidare alla 5ª Armata di Charles Lanrezac.
Il 29 agosto la 5ª Armata attaccò Saint-Quentin con tutte le forze disponibili. A causa degli ordini trovati addosso ad un ufficiale francese catturato, Karl von Bülow, comandante della 2ª Armata tedesca, era già al corrente della controffensiva, ed ebbe il tempo di prendere provvedimenti. Gli attacchi contro la città da parte del XVIII Corpo d'armata francese incontrarono una forte resistenza e non ebbero successo, ma sulla destra il I Corpo d'armata guidato da Franchet d'Esperey ebbe miglior fortuna e respinse alcune delle unità scelte di von Bülow. Il giorno successivo la ritirata riprese, ma i tedeschi non incalzavano più da vicino.

### La Marna
La ritirata alleata terminò infine sulla Marna, dove si combatté per la difesa di Parigi, dal 5 al 12 settembre 1914, in quello che si rivelò il principale punto di svolta della guerra.
Il generale John French, comandante della BEF, prese a pianificare una ritirata del contingente britannico sino ai porti della Manica, mentre il governatore militare di Parigi, Joseph Simon Gallieni, fu incaricato della difesa della città; Gallieni intendeva organizzare le truppe francesi ed inglesi, insieme, per opporsi all'avanzata tedesca, così dopo essersi consultato con Lord Kitchener, Gallieni ottenne che French non si ritirasse.
Il piano di Gallieni era molto semplice: tutte le unità alleate avrebbero contrattaccato lungo la Marna, con la speranza di arrestare l'avanzata tedesca. Nel frattempo si sarebbero inviate truppe di riserva a minacciare i fianchi del nemico. La sera del 5 settembre la battaglia iniziò con la 6ª Armata francese del generale Maunoury che cozzò con l'avanguardia della 1ª Armata tedesca di von Kluck.

I britannici non entrarono in battaglia prima del 9 settembre, fino a che von Kluck commise un grosso errore tattico, ordinando l'inseguimento della 6ª Armata in rotta; così facendo aprì una breccia di molti chilometri fra la propria armata e la 2a di von Bülow, varco in cui si insinuarono i tre corpi d'Armata di fanteria della BEF e due divisioni di cavalleria, e l'intera 5ª Armata francese.
Il capo di Stato maggiore tedesco, Helmuth von Moltke ebbe un crollo nervoso all'apprendere del pericolo corso dalle due armate; entrambe dovettero ritirarsi sull'Aisne e riordinarsi. Si dice che von Moltke abbia riportato il fatto al Kaiser con le parole: «Maestà, abbiamo perso la guerra».

## La Prima battaglia dell'Aisne
Quando i tedeschi giunsero sull'Aisne ricevettero rinforzi dalla 7ª Armata comandata da Josias von Heeringen, e scavarono posizioni difensive sulla riva settentrionale del fiume, con le difese principali basate sulla cresta dello Chemin des Dames.

Arrivando, il 13 settembre, la 5ª e la 6ª Armata francese, supportate dalla BEF, si lanciarono all'assalto, e così pure i giorni successivi, ma i contrattacchi tedeschi, supportati da mitragliatrici ed artiglieria, tennero al palo gli Alleati.

I combattimenti cessarono il 28 settembre, quando divenne chiaro ad entrambe le parti che
la situazione non si sarebbe risolta con un attacco frontale; inoltre i francesi erano sotto pressione a Reims.

Prese il via quindi una serie di manovre di aggiramento reciproco (la "Corsa al mare"), iniziata dal comandante in capo francese, Joseph Joffre, che mosse le sue forze verso nord e verso ovest con lo scopo di attaccare il fianco destro tedesco a Noyon.